# Anisophyllea cinnamomoides
Anisophyllea cinnamomoides là một loài thực vật]] thuộc họ Anisophylleaceae. Đây là loài đặc hữu của Sri Lanka.